# كيسي كروسبي
كيسي كروسبي (بالإنجليزية: Casey Crosby)‏ هو لاعب كرة قاعدة أمريكي، ولد في 17 سبتمبر 1988 في كانكاكي في الولايات المتحدة.

## وصلات خارجية
- كيسي كروسبي على موقع دوري كرة القاعدة الرئيسي (الإنجليزية)
- كيسي كروسبي على موقعبيزبول رفرنس.كوم (الدوري الرئيسي) (الإنجليزية)
- كيسي كروسبي على موقعبيزبول رفرنس.كوم (الدوري الثانوي) (الإنجليزية)
- كيسي كروسبي على موقع إي إس بي إن.كوم (أم.أل.بي) (الإنجليزية)
- كيسي كروسبي على موقع مشجعي الرسوم البيانية (الإنجليزية)